# Ballıqaya
Ballıqaya (armeniska: Kich’an, Կիչան) är en ort i Azerbajdzjan.   Den ligger i distriktet Tərtər Rayonu, i den centrala delen av landet, 280 kilometer väster om huvudstaden Baku. Ballıqaya ligger 935 meter över havet och antalet invånare är 168.
Terrängen runt Ballıqaya är kuperad. Närmaste större samhälle är Xocalı, 19,5 kilometer sydost om Ballıqaya. 
Omgivningarna runt Ballıqaya är en mosaik av jordbruksmark och naturlig växtlighet. Runt Ballıqaya är det ganska tätbefolkat, med 83 invånare per kvadratkilometer.